# Albert Bouvet
Albert Bouvet (Mellé, 28 februari 1930 – Essonne, 20 mei 2017) was een Frans weg- en baanwielrenner, die beroeps was tussen 1953 en 1964.

## Wielerloopbaan
Albert Bouvet won Parijs-Tours in 1956 na een lange ontsnapping, waarbij hij aan de streep nog net uit de greep van het peloton wist te blijven. Hij zou tweeënveertig jaar lang de laatste Franse winnaar van deze herfstklassieker zijn, tot Jacky Durand in 1998.
Bouvet werd later zowel organisator als ontdekker van nieuwe kasseistroken van Parijs-Roubaix, alsook lid van de directie van de Tour de France.
De naar hem genoemde Albert Bouvet-trofee is een wedstrijd tussen Saint-Grégoire en Saint-Georges-de-Reintembault in Ille-et-Vilaine.

## Belangrijkste overwinningen
1956
- Ronde van de Finistère
- Parijs-Tours

1958
- Nationaal kampioenschap baan, Achtervolging, Elite

1959
- Nationaal kampioenschap baan, Achtervolging, Elite
- 2e etappe Ronde van Romandië
- 4e etappe Ronde van Romandië

1960
- Nationaal kampioenschap baan, Achtervolging, Elite[1]

1962
- Nationaal kampioenschap baan, Achtervolging, Elite

1963
- Nationaal kampioenschap baan, Achtervolging, Elite

## Resultaten in voornaamste wedstrijden
| Jaar | Ronde van Italië | Ronde van Frankrijk | Ronde van Spanje |
| ---- | ---------------- | ------------------- | ---------------- |
| 1954 |                  | 63e                 |                  |
| 1955 |                  | opgave              |                  |
| 1956 |                  |                     |                  |
| 1957 |                  | 50e                 |                  |
| 1958 |                  |                     |                  |
| 1959 |                  | buiten tijd         |                  |
| 1961 |                  | opgave              |                  |
| 1962 |                  | opgave              |                  |

| Jaar | Milaan-San Remo | Ronde van Vlaanderen | Parijs-Roubaix | Ronde van Lombardije | Parijs-Tours |
| ---- | --------------- | -------------------- | -------------- | -------------------- | ------------ |
| 1954 |                 |                      |                |                      |              |
| 1955 |                 |                      |                |                      | 26e          |
| 1956 |                 |                      | 73e            | 18e                  | Goud         |
| 1957 |                 |                      | 75e            |                      |              |
| 1958 | 96e             | 55e                  | 61e            |                      | 73e          |
| 1959 |                 |                      | 64e            | 91e                  |              |
| 1961 | 109e            |                      | 75e            |                      | 67e          |
| 1962 |                 |                      |                |                      | 93e          |